# Pavlivka, Rozdilna
Pavlivka (în ucraineană Павлівка, în trecut Pavlovca) este un sat în comuna Stepanivka din raionul Rozdilna, regiunea Odesa, Ucraina.

## Demografie
Componența lingvistică a localității Pavlivka
     Ucraineană (65,18%)
     Rusă (32,93%)
     Alte limbi (1,63%)
Conform recensământului din 2001, majoritatea populației localității Pavlivka era vorbitoare de ucraineană (65,18%), existând în minoritate și vorbitori de rusă (32,93%).